# Aloïs Charrin
Aloïs Charrin, né le 8 septembre 2000, est un coureur cycliste français.

## Biographie
Originaire de Romans-sur-Isère, Aloïs Charrin commence le cyclisme au Vélo Sprint Romanais Péageois. 
Chez les juniors (moins de 19 ans), il court à la fois en cyclisme sur route et en cyclo-cross. En 2017, il est notamment champion régional et troisième au classement final de la Coupe de France de cyclo-cross. Sur route, il termine sixième et meilleur jeune du Tour de Haute-Autriche juniors. Lors de sa seconde saison en 2018, il confirme sur route au niveau national en remportant la Coupe de France juniors, mais également trois courses de niveau fédéral. Il se classe également troisième de la Classique des Alpes juniors, dixième du Tour de Haute-Autriche juniors et quatorzième de la Course de la Paix juniors. Sélectionné pour les championnats du monde d'Innsbruck, il finit septième et meilleur coureur tricolore de la course en ligne.
Il intègre le Chambéry CF en 2019, réserve de l'équipe AG2R La Mondiale. Pour son passage chez les espoirs (moins de 23 ans), il s'impose sur le Grand Prix de Bourg-de-Péage et termine notamment quinzième du Tour de Lombardie amateurs. En 2020, il est sélectionné en équipe de France espoirs pour disputer le Tour du Doubs.
En 2021, il décide de quitter le giron AG2R pour rejoindre l'équipe continentale suisse Swiss Racing Academy. Au mois de juin, il se distingue en remportant une étape du Tour d'Italie espoirs,.

## Palmarès sur route
- 2018
  - Vainqueur de la Coupe de France juniors
  - Prix de la Ville d'Aubenas
  - 3e et 5e épreuves du Tour PACA juniors
  - 3e de la Classique des Alpes juniors
- 2019
  - Grand Prix de Bourg-de-Péage
- 2021
  - Grand Prix de Branoux
  - 6e étape du Tour d'Italie espoirs

### Classements mondiaux
| Année                                 | 2021  | 2022  | 2023  |
| ------------------------------------- | ----- | ----- | ----- |
| Classement mondial                    | 2040e | 1556e | 2513e |
| UCI Europe Tour                       | 1386e | 1042e | nc    |
|                                       |       |       |       |
| Légende : nc = non classéSource : UCI |       |       |       |

## Palmarès en cyclo-cross
- 2017-2018
  - Champion d'Auvergne-Rhône-Alpes de cyclo-cross juniors
  - 3e de la Coupe de France de cyclo-cross juniors